# ZooBank
ZooBank je webová platforma, která slouží jako centrální evidence vědeckých jmen používaných v zoologii. Poskytuje otevřený přístup komunitě pro účely oficiálního registru zoologické nomenklatury, jako služby pro biology, taxonomy a dalším pro přístup informací o biologické rozmanitosti.

## Historie
ZooBank byla založena v roce 2005 institucí International Commission on Zoological Nomenclatrure (ICZN).

## Obsah databáze
V současné době ZooBank umožňuje registraci čtyř datových objektů:
- nomenklaturní akty – použití vědeckých názvů zvířat, které jsou v souladu s pravidly ICZN
- publikace – obsahují nomenklaturní akty
- autoři –  každý kdo je autorem nějaké publikace nebo přispěvatelem ZooBank
- typy exemplářů – typ exemplářů pro vědecké pojmenování zvířat, tato databáze je považována za provizorní a není plně implementována

## Možnost editace registru
Vyhledávání názvů je možné přímo na webových stránkách. Pro přispívání či editaci registru je nutné si vytvořit na stránce ZooBank vlastní účet, nebo příspěvky posílat emailem.